# Ludwik Konarzewski (junior)

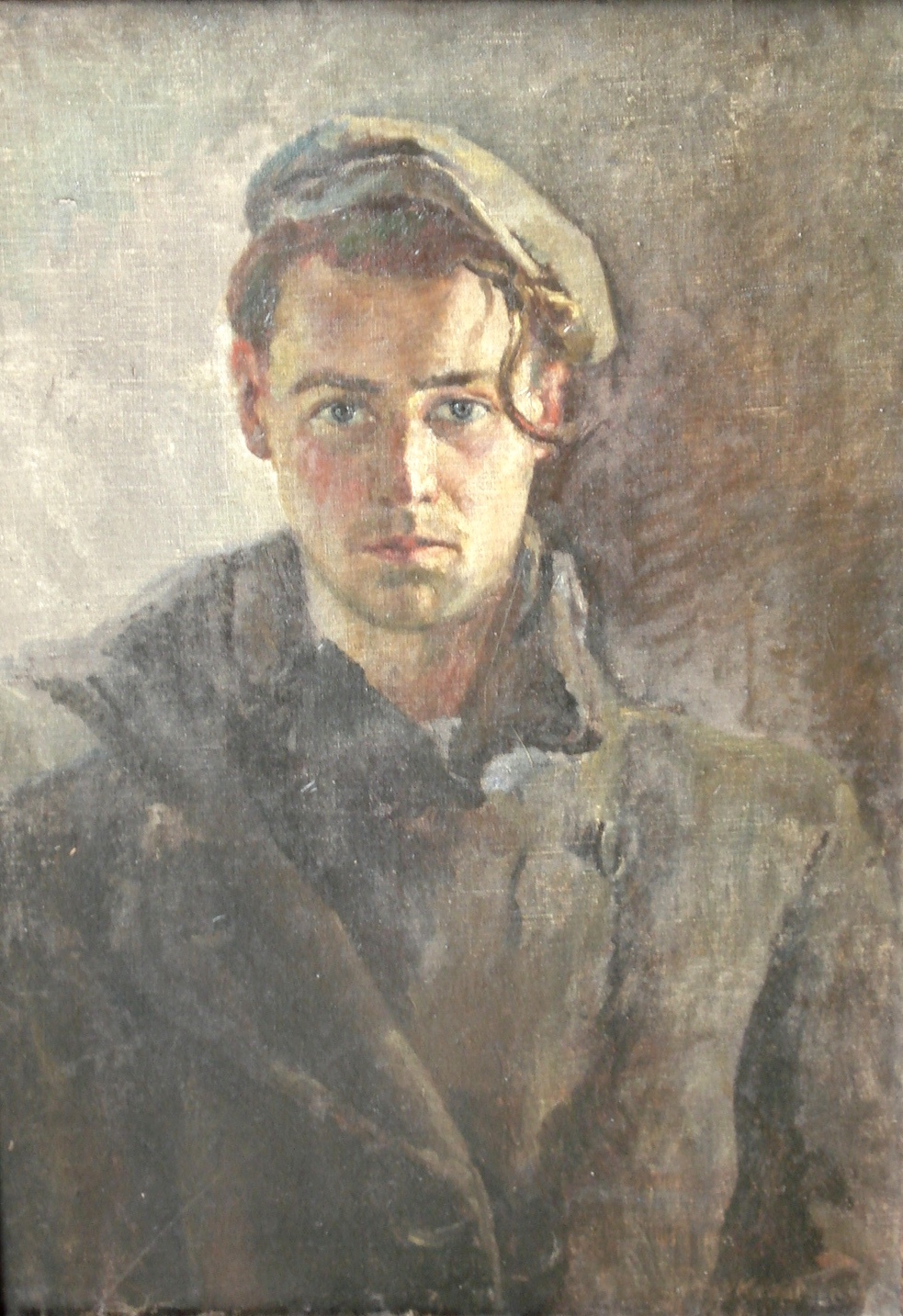
Autoportret; Kraków, 1942 r.

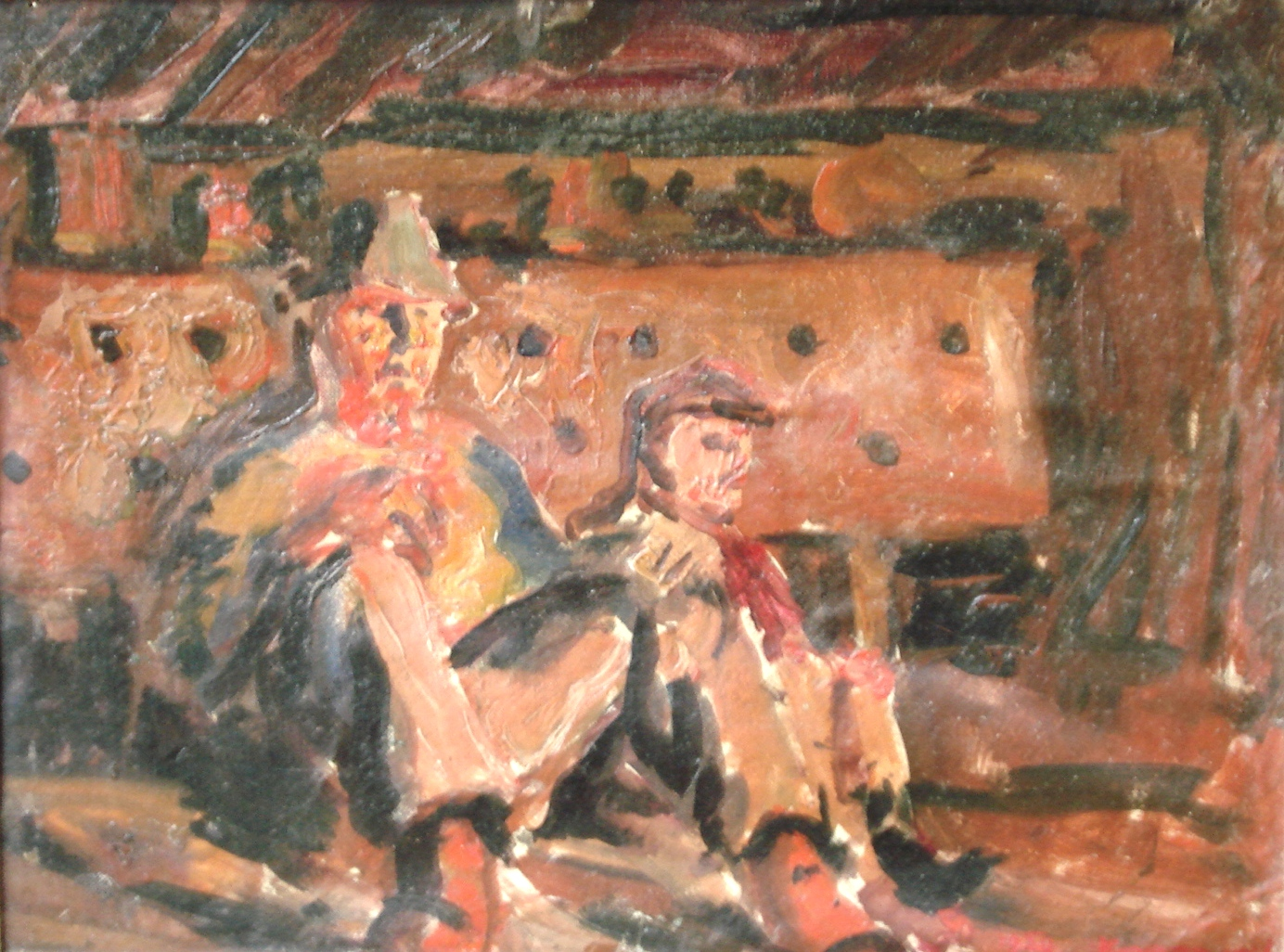
Chwila odpoczynku; ok. 1950 r.

Ludwik Konarzewski junior (ur. 20 kwietnia 1918 r. w Buzułuku, zm. 23 stycznia 1989 r. w Cieszynie) – polski malarz, rzeźbiarz i pedagog plastyczny działający na Górnym Śląsku i Śląsku Cieszyńskim; syn Ludwika Konarzewskiego seniora.

## Życiorys
W 1938 roku rozpoczął studia w Akademii Sztuk Pięknych w Krakowie w zakresie malarstwa; przerwane przez wojnę ukończył je w roku 1948. Studiował m.in. pod kierunkiem malarzy z kręgu kolorystów: Władysława Jarockiego, Fryderyka Pautscha, Jerzego Fedkowicza, Andrzeja Pronaszki, Eugeniusza Eibischa i przejściowo także Wojciecha Weissa. Rzeźbę studiował u Xawerego Dunikowskiego i Stanisława Horno-Popławskiego. 
Przez 30 lat pracował w Rydułtowach jako nauczyciel, współzałożyciel (w 1945 r. wraz z ojcem), a po śmierci ojca – dyrektor Państwowego Ogniska Plastycznego, stając się osobowością w znacznym stopniu kształtującą poziom i jakość świadomości plastycznej miejscowej społeczności – podobnie, jak ojciec w okresie międzywojennym w Istebnej. W uznaniu tych dokonań w 1999 r. jego imieniem nazwano plac naprzeciw Urzędu Miasta w Rydułtowach, samo zaś Państwowe Ognisko Plastyczne - imieniem ojca Ludwika seniora. Z przemysłowym Górnym Śląskiem bardziej związała go też praca, a od 1946 aż do 1967 r. także zamieszkanie, przy zorganizowanej wraz z ojcem w mansardzie katowickiej kamienicy przy ul. Warszawskiej 43, pracowni artystycznej. Natomiast na rodzinnym Buczniku w Istebnej, założył, także wraz z ojcem (po raz drugi), społeczną szkołę plastyczną – Ognisko Kultury Plastycznej, umiejscowione w powojennym już budynku. Szkoła ta funkcjonowała do około 1960 r. Oprócz Ludwika Konarzewskiego juniora, nauczał w niej w pierwszych latach jego ojciec oraz żona Joanna Konarzewska i siostra Maria.
Jest autorem około 1000 obrazów olejnych, wielu polichromii i artystycznych elementów wystroju kościołów oraz gmachów użyteczności publicznej na Górnym Śląsku, a także w innych regionach Polski. Wiele z tych prac realizował razem z żoną. Wśród nich znalazły się m.in. także majoliki Węgiel i Raj z 1975 r. stanowiące element wystroju wnętrza Ośrodka Wypoczynkowego Górnik w Kątach Rybackich, będącego wówczas własnością kopalni "Jankowice". Jako rzeźbiarz, oprócz wielu form kameralnych, jest także autorem pomników, m.in. Karola Miarki w Zabrzu, wielu pomników Powstańców Śląskich i Ofiar II wojny światowej na Górnym Śląsku, pomnika Walki i Męczeństwa w Rydułtowach, rzeźby plenerowej przedstawiającej Górala Śląskiego w Istebnej - Andziołówce - Buczniku.
Za pracę artystyczną i pedagogiczną był wyróżniany, w tym m.in. Sztalugą im. Juliana Fałata - nagrodą przyznawaną przez Beskidzkie Towarzystwo Społeczno-Kulturalne. Uczestniczył w zbiorowych oraz indywidualnych wystawach krajowych (m.in. Cieszyn, Rybnik, Zabrze, Katowice, Kraków) i zagranicznych (1978 r. w Pensylwanii - USA, 1983 r. Niemcy Zachodnie - w Hamburgu). Prace L. Konarzewskiego juniora trafiły do muzeów w Bielsku-Białej, Katowicach (Muzeum Historii Katowic), Rybniku, Ustroniu i Wiśle oraz - szeregu kolekcji prywatnych.
Z żoną Joanną miał troje dzieci - córkę Iwonę Konarzewską - malarkę-portrecistkę, oraz synów - Ludwika - przedsiębiorcę i Łukasza. 

## Twórczość

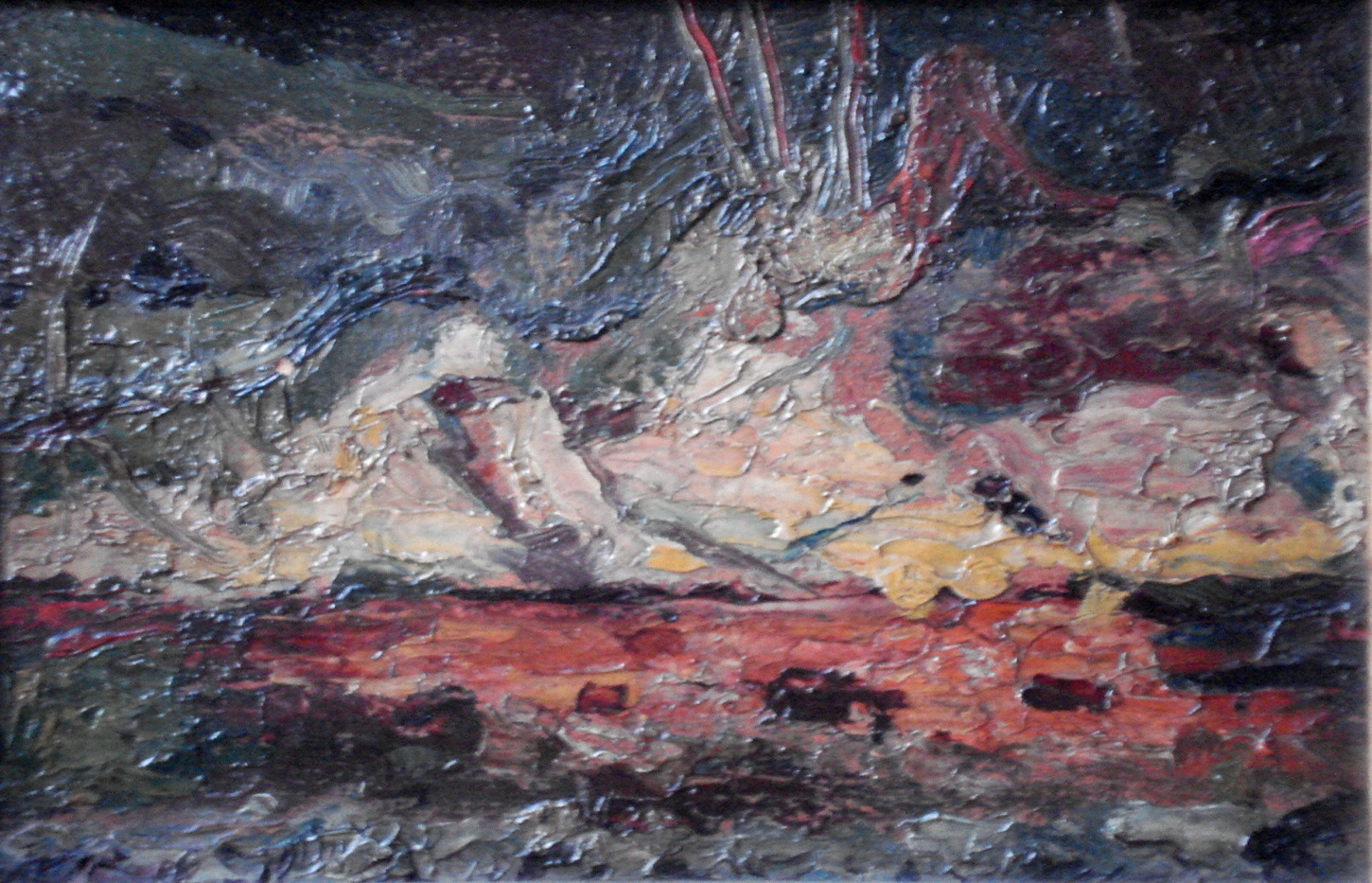
Rzeka latem; Istebna, ok. 1960 r.

Ważnym elementem dorobku artystycznego Ludwika Konarzewskiego juniora jest w pierwszej kolejności portret, a w szczególności autoportrety i portrety członków rodziny. Innym osiągnięciem jest też indywidualnie interpretowany pejzaż. Rzeźbę, oprócz prowadzonej wzorem Dunikowskiego zwartości bryły i pewnej dekoracyjności, cechuje erudycja w zakresie różnorodności technik (drewno, metal, kamień, formy ceramiczne i majoliki).
We wcześniejszych pracach malarskich z lat 40. i 50. zauważalny jest wpływ koloryzmu wyniesiony z krakowskiej A.S.P., zanikający w latach następnych na rzecz neoekspresjonizmu manifestującego się szczególnie w pejzażu. Wszystkie prace łączy natomiast realistyczne ujęcie rzeczywistości ujawniające się ze szczególną siłą w bardzo osobistym stosunku do portretowanych osób. Stanowi to istotny wyróżnik oraz walor jego dzieł na tle trendów i kierunków sztuki II poł. XX w., na ogół oscylujących obok, albo - poza widocznymi treściami znaczeniowymi. Szczególnie cenne wydają się dziś jego prace wcześniejsze, które mimo widocznego wpływu szkoły, zawarły w realistycznej formie indywidualny oraz oryginalny sposób postrzegania rzeczywistości w zakresie sztuk plastycznych.

### Wybrane dzieła[8]
Sztuka sakralna:
- obraz ołtarzowy Matka Boska Królowa Polski w kościele Najświętszej Maryi Panny Królowej Polski w Czechowicach-Dziedzicach, 1947 (wspólnie z Ludwikiem Konarzewskim seniorem),
- fryz z przedstawieniem pochodu górali istebniańskich w kaplicy kościoła parafialnego w Istebnej, 1953,
- ołtarz boczny św. Józefa w kościele parafialnym w Istebnej,
- dekoracja malarska kaplicy Siedmiu Sakramentów w kościele św. Augustyna w Świętochłowicach-Lipinach,
- ołtarz główny w kościele parafialnym św. Wojciecha w Bytomiu,
- dekoracja malarska historii parafii Jedłownik w kościele jedłownickim.

Obrazy:
- obraz Wesele, obecnie w Muzeum Ustrońskim,
- zespół obrazów milenijnych w kościele Wniebowzięcia NMP w Raciborzu, 1966-67,

Rzeźby:
- pomnik Karola Miarki w Zabrzu, 1958,
- pomnik Czynu Powstańczego w Rudzie Śląskiej, 1961,
- pomnik Walki i Zwycięstwa w Rydułtowach, 1971,
- rzeźba Góral śląski w Istebnej-Andziołówce, 1979.

## Upamiętnienie
W 2024 został uhonorowany biogramem w Panteonie Górnośląskim

## Film
- Gniazdo na Buczniku – film dokumentalny, reż. Aleksandra Dendor, TVP/Ośrodek w Katowicach, 1993 r., emisja w 1994 r. w TVP 3 i TVP 2